# Tadayoshi Okura
Tadayoshi Okura (大倉忠義 Okura Tadayoshi?) (Higashiōsaka, Prefectura de Osaka; 16 de mayo de 1985) es un actor, cantante y  locutor de radio japonés. Forma parte de la banda Kanjani8, donde toca la batería. El color que lo representa en el grupo es el verde.

## Biografía
Respecta a Go Morita de V6. Él es la razón de que Tadayoshi se una a Johnny & Associates.
Había sido elegido para formar parte de V West (un grupo de Johnny & Associates) antes de formarse. Más tarde, tuvo una segunda oportunidad cuando Johnny Kitagawa, buscaba a un octavo miembro para formar Kanjani8, y a su vez ser el baterista de V West. Yasuda Shota le dijo a Johnny que Tadoyoshi se convertiría en un gran bailarín, al igual que en un gran baterista. También tomó clases intensivas para tocar el tambor, antes de entrar en el grupo. Tuvo su primer concierto en solitario en 2008.

## Filmografía

### Televisión
- Ms. Sadistic Detective | DoS Deka (NTV / 2015) - Shusuke Daikanyama
- Dr. DMAT (TBS / 2014) - Hibiki Yakumo
- The Weather Girl Knows | Otenki Onee-san (TV Asahi / 2013) - Detective Gota Aoki
- Mikeneko Holmes no Suiri (NTV / 2012) - Ishizu
- Umareru. (TBS / 2011) - Taichi Hayashida
- GM: General Medicine | GM: Odore Dokuta (TBS / 2010) - Kensuke Motoki
- ROMES (NHK / 2009)
- Hissatsu Shigotonin 2009 (TV Asahi / 2009)
- Yasuko to Kenji (NTV / 2008)
- Utahime (TBS, 2007)
- Gekidan Engimono Intelligence as Hajime (Fuji TV, 2006)
- Kowai Nichiyobi (NTV, 2000)

### Cine
- Shippu Rondo (2016) - Shohei Nezu
- Clover (2014) - Susumu Tsuge
- Eight Ranger 2 (2014) - Ryosuke Okawa
- Crying 100 Times -Every Raindrop Falls (2013) - Shuichi Fuji
- Eight Ranger (2012) - Ryosuke Okawa (Green Ranger)

Crayon Shin-chan: The Storm Called: Operation Golden Spy | Kureyon Shinchan: Arashi o yobu ougon no supai daisakus (2011) - voice
The Lady Shogun and Her Men | Ohoku (2010) - Tsuroka

### Películas televisivas
- Ikiteru Dake de Nankurunaisa (NTV / 2011)
- Hissatsu Shigotonin 2009 SP (TV Asahi / 2009)
- Hissatsu Shigotonin 2007 (TV Asahi / 2007)
- Cinderella ni Naritai! (TBS / 2006)
- Kemarishi (KTV / 2006)
- Double (KTV / 2006)